# Serra da Estrela
La serra da Estrela (montagne de l'Étoile) est une chaîne de montagnes où se trouve le point culminant du Portugal continental (1 993 mètres), située dans la région homonyme (Beira Baixa). Elle est couronnée d'une tour de pierre mesurant 7 mètres de hauteur, ce qui parfait la hauteur symbolique de 2 000 mètres. C'est le deuxième plus haut sommet sur le territoire du Portugal, juste après le Ponta do Pico (2 351 mètres), situé sur l'île de Pico aux Açores.
Les Romains la nommaient monts d'Hermine (Herminius Mons) au temps où les Lusitaniens, ancêtres des Portugais, s'y étaient réfugiés pour leur faire une guerre implacable, qui a tellement retardé la conquête de la Lusitanie, qu'elle fut la toute dernière achevée par Rome pour l'Empire romain.
Le Mondego, le  plus grand fleuve entièrement portugais, prend sa source dans ces massifs. Il traverse, chemin faisant, les villes de Coimbra et de Figueira da Foz, où se trouve son embouchure sur l'océan Atlantique. 
La serra da Estrela est un bloc granitique qui prolonge, vers le sud-ouest, la cordillère centrale espagnole. Elle est limitée au nord et au sud par deux escarpements de failles qui dominent de plusieurs centaines de mètres les vallées du Mondego et du Zêzere ; vers l'ouest, elle se termine en abrupt au-dessus des croupes schisteuses de la serra da Lousã. Si l'on excepte la profonde entaille de la haute vallée glaciaire du Zêzere, le relief est assez uniforme, la plupart des sommets atteignant 1 500 mètres.
Durant l'été 2022, 24 000 hectares du parc sont ravagés par des flammes.

## Tourisme
- La serra da Estrela abrite un parc naturel protégé.
- À la serra d'Estrela est produit artisanalement un des meilleurs fromages portugais, dit le fromage de la Serra (queijo da Serra), fabriqué avec du lait de brebis par les pasteurs de ces montagnes.
- La serra d'Estrela est le berceau d'une des plus anciennes races de chiens de la péninsule ibérique : le Cão da Serra da Estrela.
- L'attraction principale de cette chaîne, après l'extraordinaire richesse de son écologie, est sans doute la neige et les sports d'hiver. Penhas da Saude est devenue une station de sports d'hiver, Covilhã, Seia, Gouveia et Manteigas, bourgades situées au contact de la plaine, des centres d'excursions en montagne. Cette station possède en 2014 neuf pistes de ski.

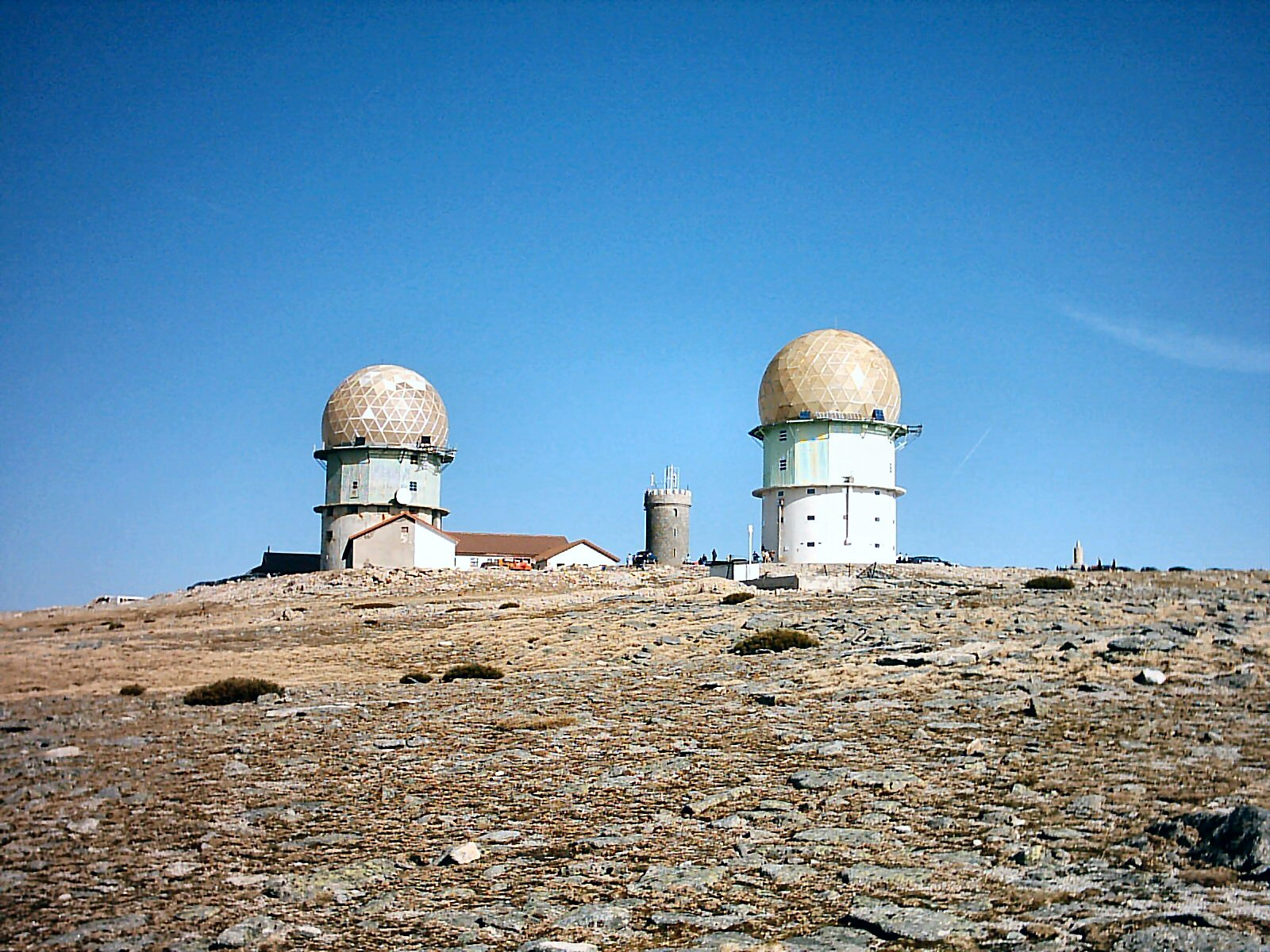
En été
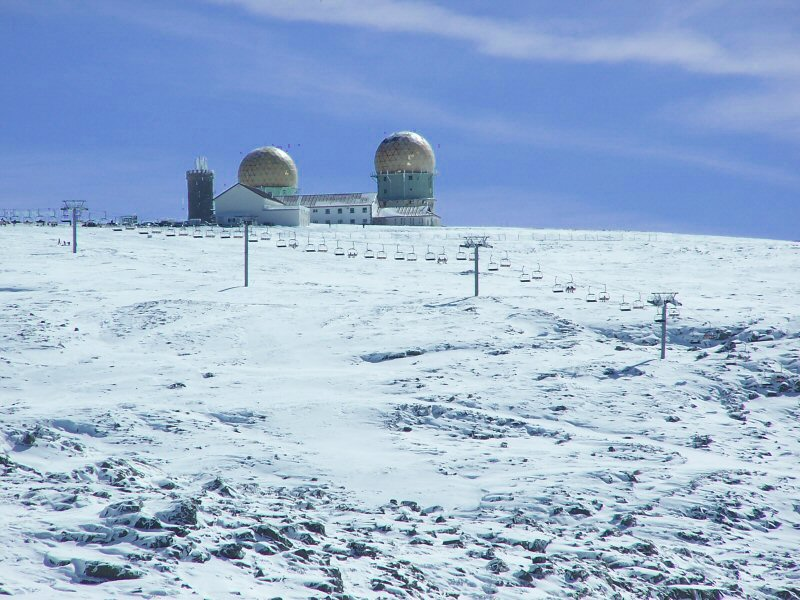
En hiver
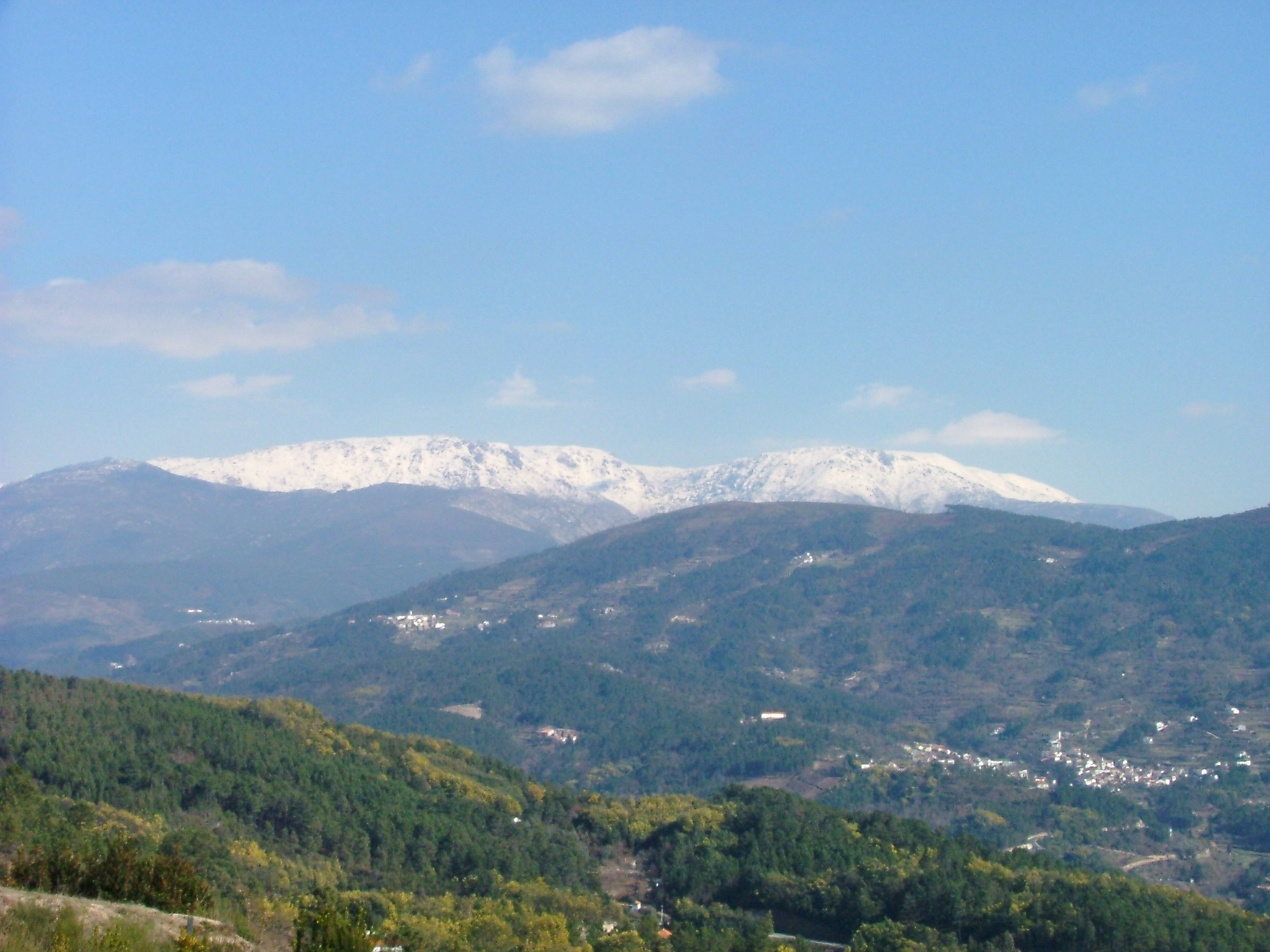
Serra de Estrela
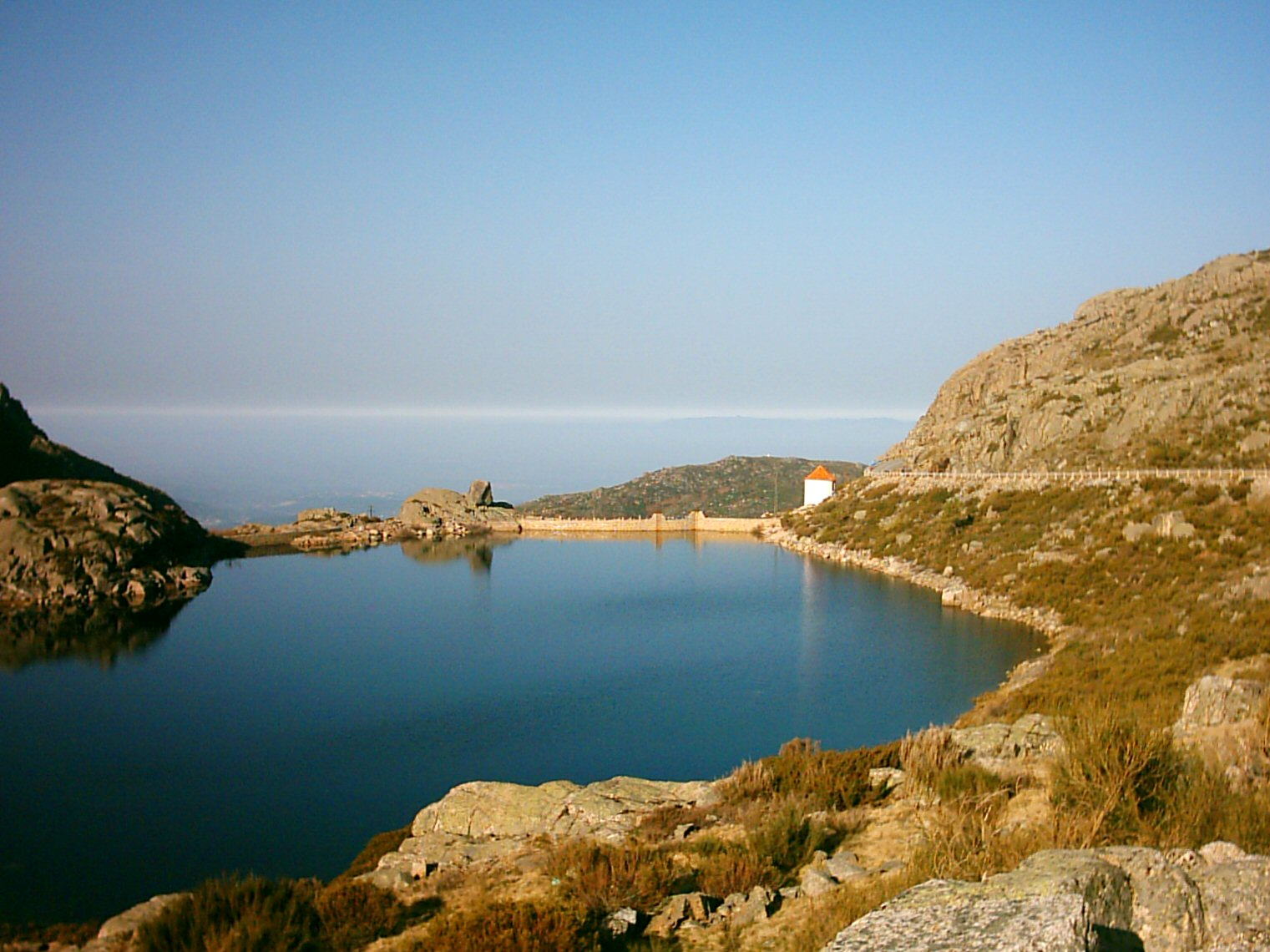
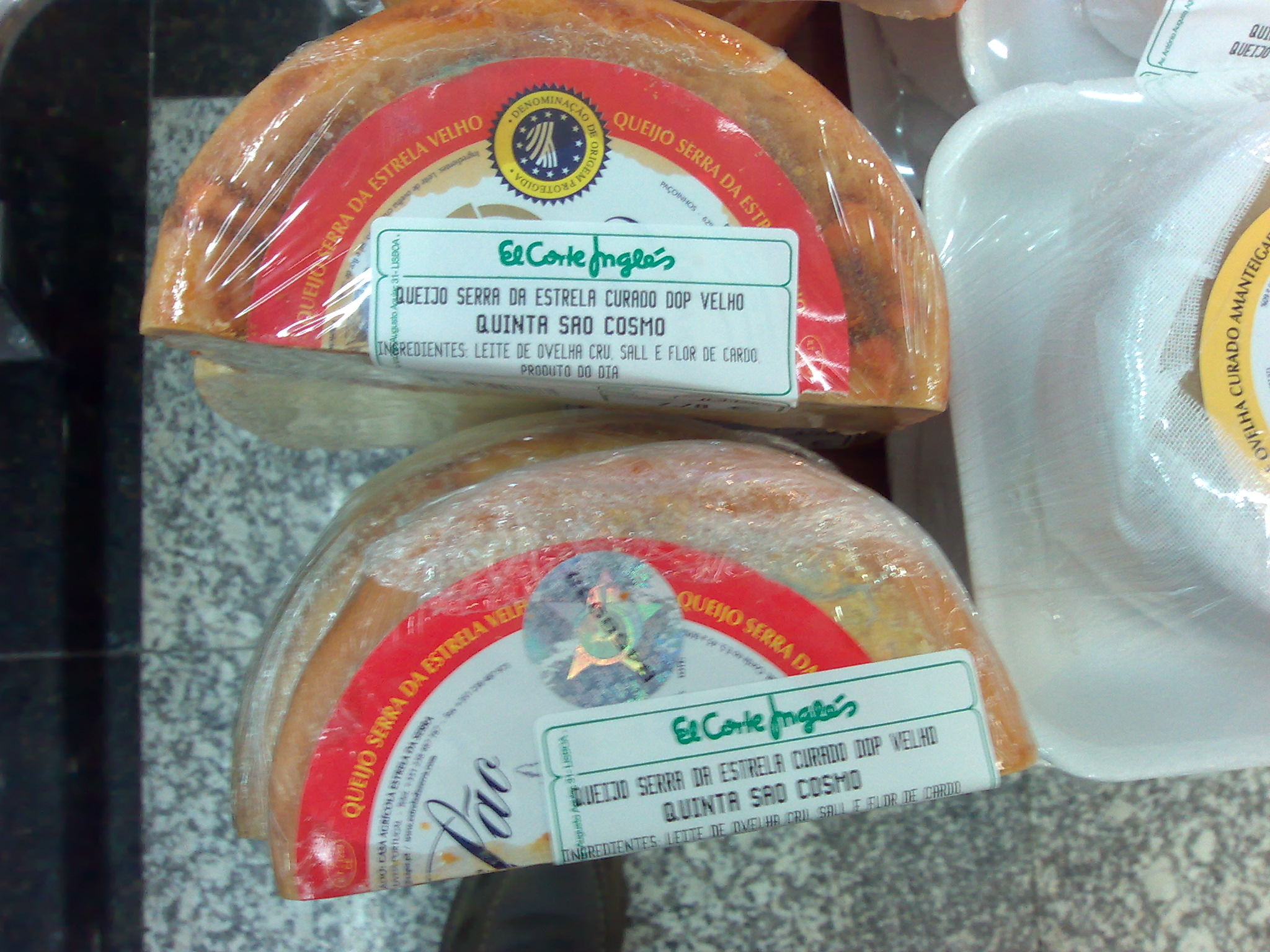
Fromage de la Serra da Estrela
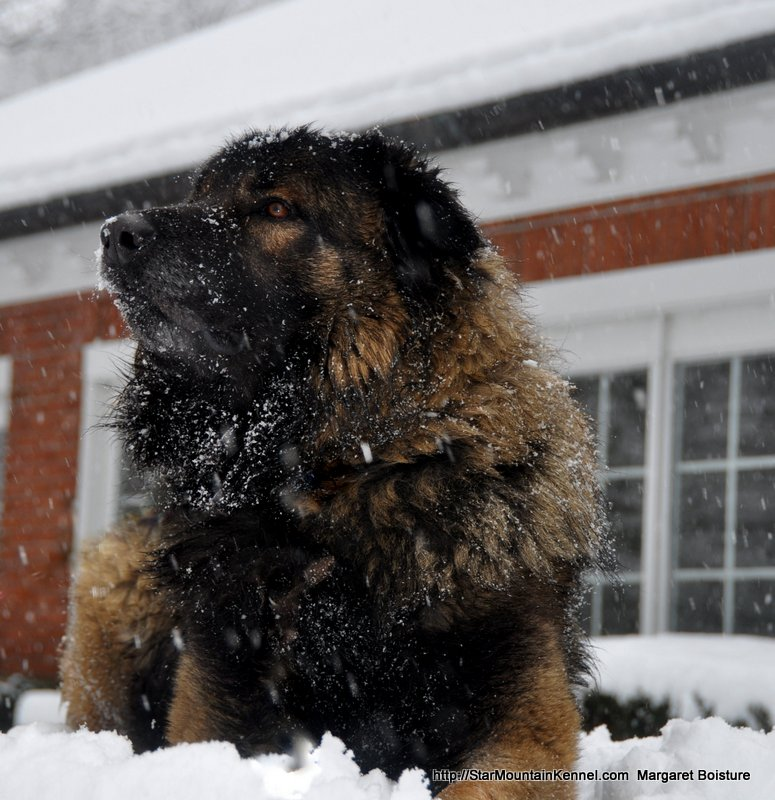
Chien de la Serra da Estrela